# Јераго Кон Ораго
Јераго Кон Ораго (итал. Jerago Con Orago) је насеље у Италији у округу Варезе, региону Ломбардија.
Према процени из 2011. у насељу је живело 4910 становника. Насеље се налази на надморској висини од 320 м.

## Становништво
| 1936. | 1951. | 1961. | 1971. | 1981. | 1991. | 2001. | 2011. |
| ----- | ----- | ----- | ----- | ----- | ----- | ----- | ----- |
| 2.167 | 2.728 | 3.328 | 4.068 | 4.340 | 4.381 | 4.688 | 5.084 |

## Партнерски градови
- Шазел сир Лион